# Список стран, где столица не является крупнейшим городом
В большинстве стран (в 85 % случаев) столицей является наибольшим по численности населения город в стране. Ниже приведён список стран, в которых столицы не являются крупнейшими городами. Некоторые данные о населении городов включают не только сам город, но и городскую агломерацию целиком.
| Страна                      | Столица                     | Население столицы | Крупнейший город        | Население крупнейшего города | Соотно- шение | Примечания |
| --------------------------- | --------------------------- | ----------------- | ----------------------- | ---------------------------- | ------------- | --- |
| Австралия                   | Канберра                    | 403 468           | Сидней                  | 5 131 326                    | 12,72         | Канберра стала компромиссом между Сиднеем и Мельбурном |
| Белиз                       | Бельмопан                   | 21 814            | Белиз                   | 62 582                       | 2,86          | Белиз был столицей с 1638 до 1970, остаётся столицей де-факто |
| Бельгия                     | Брюссель                    | 179 277           | Антверпен               | 523 248                      | 2,92          | Вместе с другими 18 коммунами город Брюссель образует Брюссельский столичный регион, фактически являющийся единым городом с населением почти в два миллиона человек.                                                |
| Бенин                       | Порто-Ново                  | 264 320           | Котону                  | 679 013                      | 2,74          | Котону — столица де-факто, месторасположение правительства |
| Боливия                     | Сукре                       | 295 455           | Санта-Крус-де-ла-Сьерра | 2 657 762                    | 9             | Сукре — конституционная столица, Ла-Пас — столица де-факто, месторасположение правительства |
| Бразилия                    | Бразилиа                    | 3 039 444         | Сан-Паулу               | 12 106 920                   | 3,98          | До 1965 года крупнейшим по численности населения городом был Рио-де-Жанейро, Рио-де-Жанейро был столицей 1763-1960. По конституции Бразилии, столицей должен быть город, находящийся в географическом центре страны |
| Бурунди                     | Гитега                      | 135 467           | Бужумбура               | 521 316                      | 3,85          | Бужумбура была столицей до 2019 года. Ныне имеет статус экономической столицы Бурунди. |
| Вьетнам                     | Ханой                       | 7 328 400         | Хошимин                 | 8 297 500                    | 1,13          | Хошимин всего на 1 млн человек больше Ханоя. |
| Гамбия                      | Банжул                      | 31 301            | Серекунда               | 340 000                      | 10,86         | |
| Индия                       | Нью-Дели                    | 321 900           | Мумбаи                  | 12 422 373                   | 38,6          | Городские агломерации Большой Дели и Большой Мумбаи приблизительно равны по численности населения и являются крупнейшими в мире, насчитывая почти по 30 000 000 человек в каждой.                                   |
| Казахстан                   | Астана                      | 1 409 497         | Алма-Ата                | 2 211 198                    | 1,56          | Алма-Ата была столицей в 1927—1997 годах |
| Камерун                     | Яунде                       | 2 440 462         | Дуала                   | 2 446 945                    | 1,002         | Дуала была столицей в 1940—1946 годах |
| Канада                      | Оттава                      | 934 243           | Торонто                 | 2 731 571                    | 2,92          | |
| Китай                       | Пекин                       | 21 705 000        | Чунцин                  | 24 152 700                   | 1,11          | |
| Кот-д’Ивуар                 | Ямусукро                    | 281 735           | Абиджан                 | 4 395 243                    | 15,6          | Абиджан был столицей в 1934—1983 годах, остаётся столицей де-факто |
| Лихтенштейн                 | Вадуц                       | 5521              | Шан                     | 6002                         | 1,09          | |
| Мальта                      | Валлетта                    | 6444              | Биркиркара              | 22 247                       | 3,45          | Валлетта и Биркиркара входят в единую столичную агломерацию |
| Марокко                     | Рабат                       | 577 827           | Касабланка              | 3 359 818                    | 5,81          | |
| Микронезия                  | Паликир                     | 6647              | Вено                    | 13 856                       | 2,08          | |
| Мьянма                      | Нейпьидо                    | 1 160 242         | Янгон                   | 7 360 703                    | 6,34          | Янгон (Рангун) был столицей в 1852—2005 годах |
| Нигерия                     | Абуджа                      | 1 078 700         | Лагос                   | 15 500 000                   | 15,5          | Лагос был столицей в 1914—1991 годах |
| Новая Зеландия              | Веллингтон                  | 412 500           | Окленд                  | 1 534 700                    | 3,72          | Окленд был столицей в 1841—1865 годах |
| ОАЭ                         | Абу-Даби                    | 1 420 000         | Дубай                   | 2 785 000                    | 1,96          | |
| Пакистан                    | Исламабад                   | 2 006 572         | Карачи                  | 14 910 352                   | 7,43          | Карачи был столицей в 1947—1958 годах |
| Палау                       | Нгерулмуд                   | 0                 | Корор                   | 11 200                       |               | В Нгерулмуде нет постоянного населения, только административные здания. Корор был столицей до 2006 |
| Сан-Марино                  | Сан-Марино                  | 4211              | Серравалле              | 10 601                       | 2,51          | |
| Сирия                       | Дамаск                      | 1 754 000         | Алеппо                  | 1 800 000                    | 1,03          | Ранее Дамаск был крупнейшим городом, потом уступил пальму первенства провинциальному городу Алеппо |
| США                         | Вашингтон                   | 693 972           | Нью-Йорк                | 8 622 698                    | 12,42         | Нью-Йорк был столицей США в 1785—1790 годах |
| Танзания                    | Додома                      | 410 956           | Дар-эс-Салам            | 4 364 541                    | 10,62         | Дар-эс-Салам был столицей в 1890—1996 годах, остаётся столицей де-факто |
| Тринидад и Тобаго           | Порт-оф-Спейн               | 37 074            | Чагуанас                | 83 516                       | 2,25          | |
| Турция                      | Анкара                      | 5 445 026         | Стамбул                 | 15 029 231                   | 2,76          | Стамбул (Константинополь) был столицей с 1453 по 1922 |
| Филиппины                   | Манила                      | 1 780 148         | Кесон-Сити              | 2 936 116                    | 1,65          | Кесон-Сити был столицей в 1948—1976 годах, фактически Кесон-Сити является частью агломерации Большая Манила с населением 12,295 млн человек                                                                         |
| Швейцария                   | Берн                        | 127 000           | Цюрих                   | 366 150                      | 2,9           | Берн является столицей лишь де-факто, но не де-юре. |
| Шри-Ланка                   | Шри- Джаяварденепура- Котте | 115 800           | Коломбо                 | 642 200                      | 5,55          | Фактически Шри-Джаяварденепура-Котте является частью агломерации Коломбо с населением 2,25 млн человек |
| Эквадор                     | Кито                        | 1 739 000         | Гуаякиль                | 2 628 000                    | 1,511         | |
| Экваториальная Гвинея       | Малабо                      | 187 302           | Бата                    | 250 770                      | 1,34          | Планируется перенос столицы в Сьюдад-де-ла-Пас |
| Эсватини                    | Мбабане                     | 78 000            | Манзини                 | 94 874                       | 1,22          | Манзини был столицей королевства до 1902 года |
| Южно-Африканская Республика | Претория, Кейптаун          | 2 345 908         | Йоханнесбург            | 3 225 812                    | 1,375         | Претория и Йоханнесбург одновременно находятся в провинции Гаутенг. |